# ドニ・ハリョーノ
ドニ・ハリョーノ（Doni Haryono、1999年2月21日 - ）はインドネシアのバレーボール選手である。

## 来歴
インドネシア出身。
2017年、インドネシア代表として母国開催のアジア選手権に出場。2019年もアジア選手権に出場した
2022年、インドネシアリーグで最優秀選手賞を受賞。同年、日本のV.LEAGUE DIVISION1 MEN（V1男子）に所属するVC長野トライデンツと大分三好ヴァイセアドラーからオファーがあり、インドネシア代表のリヴァン・ヌルムルキが在籍していたVC長野トライデンツと契約し、1シーズンプレーした。

## 球歴
- インドネシア代表
  - アジア選手権 - 2017年、2019年

## 所属チーム
- Bekasi BVN（2015-2016年）
- Jakarta Pertamina Energi（2016-2019年）
- Jakarta BNI46（2019-2020年）
- Al-Nasser（2020-2021年）
- Bogor LavAni（2021-2022年）
- VC長野トライデンツ （2022-2023年）
- Bodyguard Headquarter（2023年）
- Jakarta STIN BIN（2023-）

## 受賞歴
- 2022年 - インドネシアリーグ 最優秀選手賞